# Karcinoidni sindrom
Karcinoidni sindrom čini skup znakova i simptoma koji nastaje u bolesnika s neuroendokrinim tumorima, sklonim stvaranju velike količine hormona i proteina (najčešće serotonina). Pri tome treba imati u vidu da se karcionoidni sindrom ne javlja kod svih bolesnika neuroendokrinim tumorom, već da je najčešći kod bolesnika sa neuroendokrinim tumorom nastalim u tankom crevu, koji se proširio na jetru. Više od 9 na svakih 10 bolesnika (više od 90%) sa neuroendokrinim tumorom koji se proširio na jetru ima karcinoidni sindrom. Karcinoidni sindrom se može javiti i kod osoba sa promenama u plućima i pankreasu, ali to je rijetkost.
Dominantne manifestacije u ovom sindromu su crvenilo kože, grčevi u trbuhu i prolivi, a nakon nekoliko godina i valvulopatija desnog srca. Stanje je posledica lučenja vazoaktivnih supstanci (serotonina, bradikinina, histamina, prostaglandina, polipeptidnih hormona), najčešće iz metastatskog intestinalnog karcinoida.
Kliničku dijagnozu potvrđuje povećano izlučivanje 5–hidroksiindolocetne kiseline u mokraći. Lokalizacija tumora utvrđuje se radionuklidnom scintigrafijom ili eksplorativnom laparotomijom. Simptomi se suzbijaju somatostatinom ili oktreotidom, a u zavisnosti od mogućnosti i hirurškim lečenjem i hemoterapijom.

## Etiopatogeneza
Karcinoidni sindrom, koji se karakteriše crvenilom kože, sekretornim prolivom i bronhospazmom, javlja se sekundarno kao paraneoplastični efekt vazoaktivnih tumorskih proizvoda poput serotonina i to samo u prisustvu metastatskog širenja.
Endokrino aktivni tumori difuznog perifernog endokrinog ili parakrinog sistema stvaraju brojne amine i polipeptide sa odgovarajućim simptomima, uključujući i karcinoidni sindrom. Iako ovaj sindrom uzrokuju mnogi karcinoidni tumori digestivnog trakta (naročito crvuljka i rektuma), gušterače, dušnica, a ponekad i gonada, on je većim delom posledica malignih tumora (obično ileuma) građenih iz neuroendokrinih ćelija koje stvaraju i luče serotonin. U retkim slučajevima za pojavu ovog sindroma mogu biti odgovorni i jako maligni tumori (mikrocelularni rak pluća, nesidiokarcinom gušterače, medularni rak štitnjače).
Intestinalni karcinoidi obično ne uzrokuju specifičnu kliničku sliku dok se ne razviju jetrene kolekcije jer se otpušteni medijatori brzo razgrađuju enzimima u jetri i u krvotoku (npr monoaminooksidaza u jetri razlaže serotonin). Jetrene kolekkcije otpuštaju te medijatore direktno u sistemski krvotok preko hepatičnih vena. Izlučevine primarnih tumora pluća ili jajnika isto preskaču portalni put, a retki intestinalni karcinoidi sa širenjem samo po trbuhu mogu se takođe prazniti u sistemski krvotok ili u limfne sudove pa na sličan način izazivaju simptome.
Serotonin dejstvujući na glatke mišiće izaziva proliv, kolike i malapsorpciju. Histamin i bradikinin svojim vazodilatacijskim delovanjem uzrokuju crvenilo. Uloga prostaglandina i brojnih peptidnih hormona koje mogu stvarati parakrine ćelije nije doovoljno izučena; ponekad se nađu povišene nivoi hCG i pankreasnog polipeptida.
Dosta često se kod bolesnika sa ovim sindrom na desnoj strani srca javlja endokardna fibroza s pulmonalnom stenozom i trikuspidnom regurgitacijom. Oštećenja leve strane srca su retka, i opisana kod karcinoida bronha, jer se serotonin razgradio tokom prolaza kroz pluća.

## Klinička slika
Kliničku sliku karcinoidnog sindrom karakterišu sledeći; najčešći i ostali znaci i simptomi:

### Najčešći simptomi
Zarumenjenost kože
Zarumenjenost kože obično i prvi simptom lokalizovan primarno na koži glave i vrata, i izazvan je emocionalnim stresom, konzumiranjem određenih jela, vrućih napitaka ili alkohola. Dolazi do upadnih Upadljive promena boje kože, idu od bledila i eritema do ljubičastih tonova.
Proliv
Proliv se karakterističan simptom koji se javlja kod više od 7 od svakih 10 bolesnika (više od 70%) s karcinoidnim sindromom. Najčešće su to 3 vodenaste stolice u periodu od 24 sata. Mada se u težim slučajevima proliv može javiti i do 15 puta dnevno.

### Ostali simptomi
Od ostalih simptoma u kliničkoj slici karcinoidnog sindroma mogu se javiti:
- abdominalne kolike s učestalim prolivima, i pratećom malapsorpcijom.
- ubrzan rad srca (palpitacije)
- crvena paukolika mreža po koži (telangiektazija) uzrokovan oštečenjem malih krvnih sudova
- nakupljanje tečnosti u nogama i gležnju
- zviždući zvuk prilikom disanja, izazvan astmatičnim tegobama
- smanjenje libida i erektilna disfunkcija,
- odgovarajući šumovi crca, kod bolesnika sa promenama na srčanim zalistcima.[3]

## Dijagnoza
Dijagnoza se potvrđuje dokazom povećanog izlučivanja 5–hidroksiindoloctne kiseline (5–HIAA), metabolita serotonina, mokraćom Kako bi se izbegli lažno pozitivni rezultati, analiza se izvodi tek nakon trodnevne apstinencije od unosa namirnica bogatih serotoninom (npr ananas, avokado, banana, orah, patlidžan, paradajez, šljiva). I neki lijekovi, poput guaifenezina, metokarbamola i fenotijazina interferiraju s ovom analizom mokraće pa ih treba privremeno izostaviti.
Analiza izlučivanja 5–HIAA, obavlja se u mokraći nakon trećeg dana 24–časoovnog sakupljanja mokraće za analizu. Normalno izlučivanje 5–HIAA je < 52 μmol/L (<10 mg/dan); u bolesnika s karcinoidnim tumorom vrednost 5–HIAA je > 260 μmol/dan (> 50 mg/dan).
Dosta su koriščeni i provokacijski testovi sa Ca glukonatom, katekolaminima, pentagastrinom ili etanolom kojima se izaziva crvenilo. Zbog nezeljenih reakcija ove testove treba raditi obazrivo u bolničkim uslovima.
Metastaze se mogu dokazati scintigrafiranjem pomoću 111In–pentetreotida, radiomarkiranog liganda somatostatinskih receptora ili pomoću 123I–metajodobenzilguanidina.

## Diferencijalna dijagnoza
Kako treba isključiti i druga stanja praćena s crvenilom, pre svega kod bolesnika bez povećanog izlučivanja 5–HIAA treba uzeti u obzir:
- sistemsko aktiviranje mastocita (npr sistemska mastocitoza s povećanim količinama metabolita histamina u mokraći i povećanim nivoom triptaze u serumu)
- idiopatsku anafilaksiju,
- menopauza,
- uživanje alkohola, lekovi poput nijacina,
- neke tumore (npr vipomi, karcinom bubrega, medularni karcinom štitnjače).

## Terapija
Medikamentozna terapija
Glavni cilj lečenja je smanjiti simptome, uticajem na smanjenjenje količine izlučenih hormona i proteina koje proizvodi neuroendokrini tumor (npr oktreotidom (Sandostatin) ili lanreotidom. Ova vrsta terapije neće definitivno rešiti tumor, ali može kontrolisati simptome i pomoći pacijentu da se oseća bolje.
Hirurška terapija
Kako se kod većina pacijenata s karcinoidnim sindromom bolest raširila u jetru, operativnim putem može se ukloniti deo tumora u jetri, što može ublažiti simptome.
Vrsta operacije koja će biti primenjena zavisi od toga gde se nalazi tumor i njegove veličine, i obično se zajedno sa uklanjanjem tumora na jetri vrši i uklanjanja i tumor na lokaciji na kojoj je započeo njegov razvoj (primarni karcinom).

## Prognoza
Iako su karcinoidni tumori skloni metastaziranju, rast tumora je spor, pa je preživljavanje bolesnika sa karcinoidnim sindrom od 10–15 godina.

## Spoljašnje veze
|  | Molimo Vas, obratite pažnju na važno upozorenje u vezi sa temama iz oblasti medicine (zdravlja). |